# Besitz (Schweiz)
Die grundsätzlichen Regelungen zum Besitz sind im schweizerischen Zivilgesetzbuch (ZGB) ähnlich dem Besitz wie er sich im deutschen BGB findet. 
Nach einem Teil der schweizerischen Lehre zum ZGB wird der Besitzwille jedoch nicht gefordert. Besitz sei ein rein faktisches Verhältnis, dessen Vorliegen jeweils von der entsprechend vorhandenen Verkehrsanschauung abhänge.  Es wird teilweise unter anderem davon ausgegangen, dass die „tatsächliche Gewalt“ den Willen bereits enthalte und der Besitzwille kein eigenes Element des Besitzes sei.